# Grevskapet Holland
Grevskapet Holland (nederländska: Graafschap Holland) är ett före detta grevskap i Västeuropa. Det var från skapandet på 1000-talet en del av Tysk-romerska riket och från sent 1400-tal del av Habsburgska Nederländerna. Från 1581 ingick området som en provins i Republiken Förenade Nederländerna.
Sedan 1840 är det före detta grevskapet uppdelat mellan de nederländska provinserna Noord-Holland och Zuid-Holland. Genom sin ledande ställning under Nederländernas historia har begreppet Holland ofta använts som en alternativt namn för hela landet.

## Historia

### Bakgrund
Holland blev 1018 ett grevskap och lydde åtminstone på papperet under det Tysk-romerska rikets kejsare. Områdets yta utvidgades därefter successivt, och från 1300-talet fick det ökad betydelse genom fiske och stor handel mot Östersjön (se Hansan).
1433 inlemmades Holland i det burgundiska riket (som Burgundiska Nederländerna). Efter Karl den djärves död kom det att bli en habsburgsk besittning, från 1482 var en del av Habsburgska Nederländerna. Det var därefter var bara ett grevskap till namnet, utan att några nya grevar tillkom.

### Del av det självständiga Nederländerna
Från[när?] deltog Holland i det nederländska försöket att bli kvitt den spanska, habsburgska överheten. Man blev därefter del av det självständiga landet Nederländerna, där Amsterdam och andra holländska städer kom att få ökad ekonomisk betydelse i förhållande med Antwerpen i söder. Holland tog både politisk och ekonomisk ledning i det nya landet. 1600- och 1700-talen kom dock fortsatt att präglas av konflikter, nu gentemot de övriga provinserna i landet och ståthållare av huset Oranien.

### Senare historia
1795 tog Frankrike kontroll över Holland, i samband med den Bataviska revolutionen. Det franska lydriket Bataviska republiken skapades, 1806 efterträtt av det åtminstone nominellt självständiga kungariket Holland. 1810 inlemmades detta i kejsardömet Frankrike. Fem år senare skapades Kungariket Förenade Nederländerna, med Holland som del. Efter att Belgiens och Luxemburgs status som egna länder bekräftats 1839 (vilket samtidigt skapade det nuvarande Nederländerna av resterande delar), delades landsdelen Holland året efter i två administrativa enheter – Noord-Holland och Zuid-Holland.